# It's a Man's World (álbum de Anastacia)
It's a Man's World es el quinto álbum de estudio de la cantante estadounidense Anastacia. El disco fue lanzado el 9 de noviembre de 2012 por BMG Rights Management, como un preludio de su próximo disco de material de estudio propio, el cual fue originalmente estaba previsto ser lanzado en 2013 antes de que fuera descubierto que la cantante había vuelto a ser diagnosticada de cáncer de mama por segunda vez.

## Lista de canciones
| N.º | Título                               | Escritor(es)                                                          | Artista original (año)    | Duración |  |
| 1.  | «Ramble On»                          | Jimmy Page, Robert Plant                                              | Led Zeppelin (1969)       | 4:36     |  |
| 2.  | «Best of You»                        | Dave Grohl, Taylor Hawkins, Nate Mendel, Chris Shiflett               | Foo Fighters (2005)       | 4:20     |  |
| 3.  | «Sweet Child o' Mine»                | Axl Rose, Slash, Izzy Stradlin, Duff McKagan, Steven Adler            | Guns N' Roses (1988)      | 3:58     |  |
| 4.  | «You Can't Always Get What You Want» | Mick Jagger, Keith Richards                                           | The Rolling Stones (1969) | 5:40     |  |
| 5.  | «One»                                | Bono                                                                  | U2 (1991)                 | 3:50     |  |
| 6.  | «Back in Black»                      | Angus Young, Malcolm Young, Brian Johnson                             | AC/DC (1980)              | 4:30     |  |
| 7.  | «Dream On»                           | Steven Tyler                                                          | Aerosmith (1973)          | 4:35     |  |
| 8.  | «Use Somebody»                       | Jared Followill, Matthew Followill, Nathan Followill, Caleb Followill | Kings of Leon (2008)      | 3:57     |  |
| 9.  | «You Give Love a Bad Name»           | Jon Bon Jovi, Desmond Child, Richie Sambora                           | Bon Jovi (1986)           | 4:04     |  |
| 10. | «Wonderwall»                         | Noel Gallagher                                                        | Oasis (1995)              | 3:57     |  |

| Pista adicional iTunes |                  |               |                        |          |  |
| N.º                    | Título           | Escritor(es)  | Artista original (año) | Duración |  |
| 11.                    | «Black Hole Sun» | Chris Cornell | Soundgarden (1994)     | 4:54     |  |

## Listas musicales
| Lista (2012-13)                  | Mejor posición |
| -------------------------------- | -------------- |
| Alemania (Media Control Charts)  | 16             |
| Austria (Ö3 Austria Top 40)      | 14             |
| Bélgica (Ultratop Flanders)      | 25             |
| Bélgica (Ultratop Wallonia)      | 51             |
| Eslovenia (Slovene Albums Chart) | 30             |
| España (Promusicae)              | 89             |
| Países Bajos (MegaCharts)        | 7              |
| Suiza (Swiss Music Charts)       | 16             |